# Heinrich Theiner
Heinrich Theiner (* 11. April 1905 in Burgeis; † 19. Mai 1973) war ein Südtiroler Politiker.

## Leben
Theiner war Gastwirt im Weißen Kreuz in Burgeis und Geschäftsmann. Ab 1944 stand er als Obmann dem Vinschger Viehzuchtverband vor, ehe dieser 1949 im Südtiroler Braunviehzuchtverband aufging. Den neuen Verband leitete er als erster Obmann bis 1966.
Politisch betätigte sich Theiner in den Reihen der Südtiroler Volkspartei (SVP). Von 1952 bis 1960 war er Abgeordneter im Regionalrat Trentino-Südtirol und damit gleichzeitig im Südtiroler Landtag.